# Sporisorium andropogonis-eucomi
Sporisorium andropogonis-eucomi är en svampart som beskrevs av Vánky 2006. Sporisorium andropogonis-eucomi ingår i släktet Sporisorium och familjen Ustilaginaceae.   Inga underarter finns listade i Catalogue of Life.